# Wilhelm Keßler (Fußballspieler)

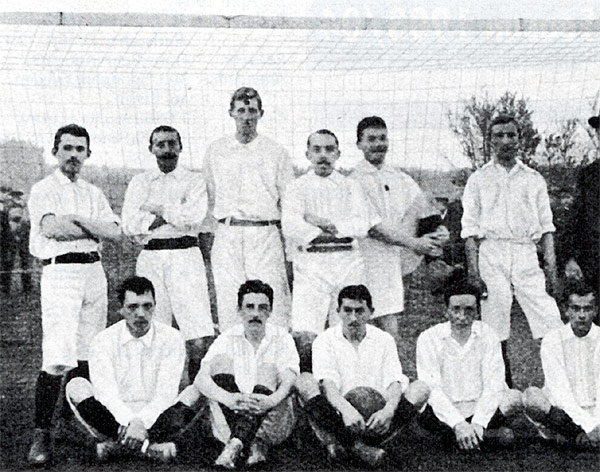
Wilhelm Keßler (2.v.r.; stehend)
und Mitspieler des VfB Leipzig im Jahr 1901

Wilhelm Keßler (Lebensdaten unbekannt) war ein deutscher Fußballspieler.

## Karriere
Keßler gehörte dem VfB Leipzig als Abwehrspieler an und bestritt von 1901 bis 1903 in den vom Verband Mitteldeutscher Ballspiel-Vereine organisierten Meisterschaften zunächst im Gau Nordwestsachsen, neben der Dresdner Meisterschaft, danach neben dem Gau Ostsachsen, eine von zwei regional höchsten Spielklassen, seine Punktspiele. In der Folgesaison als Sieger aus dem Gau Nordwestsachsen hervorgegangen, spielte er am 3. Mai 1903 gegen den Dresdner SC, dem Sieger des Gau Ostsachsen, um die Mitteldeutsche Meisterschaft; das Spiel in Dresden wurde mit 4:0 gewonnen. Aufgrund des Erfolges, für die Endrunde um die Deutsche Meisterschaft qualifiziert, kam er am 10. Mai 1903 beim 3:1-Viertelfinal-Sieg über den BTuFC Britannia 1892 aus Berlin zu seinem Debüt. Auch im Halbfinale am 17. Mai 1903 in Leipzig, beim 6:3-Sieg über den Duisburger SpV, wirkte er mit; jedoch nicht am 31. Mai 1903 in Altona beim 7:2-Finalsieg über den DFC Prag.

## Erfolge
- Deutscher Meister 1903
- Mitteldeutscher Meister 1903
- Gaumeister Nordwestsachsen 1903